# Cuacnopalan
Cuacnopalan är en ort i Mexiko.   Den ligger i kommunen Palmar de Bravo och delstaten Puebla, i den sydöstra delen av landet, 180 km öster om huvudstaden Mexico City. Cuacnopalan ligger 2 230 meter över havet och antalet invånare är 7 888.
Terrängen runt Cuacnopalan är kuperad söderut, men norrut är den platt. Cuacnopalan ligger nere i en dal. Runt Cuacnopalan är det ganska tätbefolkat, med 144 invånare per kvadratkilometer. Närmaste större samhälle är Palmarito Tochapán, 16,3 km nordväst om Cuacnopalan. Trakten runt Cuacnopalan består i huvudsak av gräsmarker.